# Happy Winter
Happy Winter è un film documentario del 2017, scritto e diretto da Giovanni Totaro.
La commedia è l'opera prima del regista e riflette le contraddizioni dell'Italia rispetto agli effetti della crisi economica. È stata presentata fuori concorso nella selezione ufficiale della 74ª Mostra del Cinema di Venezia.

## Trama
Antonio vende birre minacciato dai controlli della polizia mentre nella stessa spiaggia Tony Serio porta avanti la sua campagna elettorale per un'Italia in cui tutti pagheranno le tasse. Tra i suoi elettori, la famiglia Comito (Giuseppe, Tiziana, Anna e Andrea), che progetta di lasciare il paese se Tony non riuscirà a trovare un lavoro a Giuseppe. Anna, la sorella di Tiziana, si prepara con le amiche Piera e Grazia per il Karaoke di Ferragosto. Piera vive in una cabina mare insieme al marito Maurizio, che per motivi di salute non può fare il bagno e aiuta la moglie nella scelta del brano da cantare. Dopo la festa tutti i protagonisti inseguono l'ultima speranza estiva prima di affrontare l'inverno.

## Produzione
Happy Winter è nato dal cortometraggio Buon Inverno, realizzato dal regista come saggio di diploma presso il Centro sperimentale di cinematografia; è prodotto da Indyca e Zenit Arti Audiovisive in co-produzione con Rai Cinema, in associazione con Onirica e Inthelfilm e i contributi, tra gli altri, di film commission regionali e del Programma Media dell'Unione europea. Dopo essere stato presentato fuori concorso alla 74ª Mostra del Cinema di Venezia è stato distribuito da I Wonder Pictures in Italia e da Deckert Distribution all'estero. Per il mercato televisivo estero è stata realizzata una versione di 52 minuti.

## Riconoscimenti
- Premio Crédit Agricole FriulAdria della sezione Nuove Impronte dello Shorts IFF, come un film che regala nuova luce al genere cui appartiene con sguardo divertente e divertito, che ha il merito di aprire un cinema di 'nicchia' ad un pubblico più ampio. Riesce in questo grazie ad un’estetica di linguaggio e messa in scena di grande impatto e grazie ai suoi personaggi che restano impressi e che come in tutte le opere riuscite creano un’empatia immediata. La speranza è che questo premio possa attirare l’attenzione di chi distribuisce i film e incuriosire verso quel genere ancora visto come un fratello minore del cinema di finzione.[3]
- Best International Documentary all'Antenna Documentary Film Festival, dove la giuria ha così motivato la scelta: "For its creative audacity, exceptional skill and deeply human approach that captures a moving truth about our fracturing world".[senza fonte]
- Premio della giuria a 8½ - Festa do Cinema Italiano.[4][senza fonte]